# Альфред Вернер (підводник)
Альфред Вернер (нім. Alfred Werner; 22 грудня 1918, Бад-Емс — 2 жовтня 1944, Норвезьке море) — німецький офіцер-підводник, оберлейтенант-цур-зее резерву крігсмаріне (1 квітня 1943).

## Життєпис
В 1938 році вступив на флот. В січні-серпні 1941 року пройшов курс підводника. З 6 жовтня 1941 року — 2-й вахтовий офіцер на підводному човні U-703. В січні-березні 1943 року пройшов курс командира човна.
З 16 березня 1943 по 12 травня 1944 року — командир U-8, з 1 червня 1944 року — U-921, на якому здійснив 2 походи (разом 57 днів у морі).
2 жовтня 1944 року U-921 і всі 51 члени екіпажу зникли безвісти в Норвезькому морі західніше Ведмежого острова.

## Нагороди
- Залізний хрест 2-го класу (9.05.1942)
- Залізний хрест 1-го класу (1.01.1943)
- Нагрудний знак підводника (15.07.1942)[3]